# Lluís Carulla i Canals
Lluís Carulla i Canals   (l'Espluga de Francolí, 21 de febrer de 1904 - Barcelona, 3 de novembre de 1990) va ser un empresari i mecenes català.

## Biografia
Nascut en una família d'apotecaris, el 1923 es muda amb la seva família a Barcelona, on comença estudis de Dret. Mentre estudiava, començà a participar en el negoci familiar. Es va casar amb Maria Font i Bernaus, amb qui va tenir sis fills.
Com a escriptor, ja molt jove va mostrar una gran sensibilitat per a la cultura catalana que expressava en la revista il·lustrada El Francolí, que va fundar. Hi va publicar més de 200 contribucions: articles, fotos i dibuixos.
Com a empresari va desenvolupar els cubs de brou concentrat de la marca Gallina Blanca el 1937 (abans conegut com a Gallina d'Or) que van conèixer un gran èxit i van ser la base d'un futur imperi comercial. Lluís Carulla i la seva esposa, Maria Font, iniciaren la producció en una fàbrica situada al passeig de Gràcia de Barcelona. El mateix any, l'empresa adoptà el nom de Gallina Blanca i de bon principi ja destacà per un concepte innovador de la publicitat.
Tres anys després, l'empresa havia de mudar-se a una fàbrica més àmplia. Lluís Carulla era un dels primers a utilitzar la publicitat radiofònica. Un altre producte molt conegut serà l'Avecrem. El 1955, obre una fàbrica nova a Sant Joan Despí. El 1965 l'empresa canvia el nom i esdevé Agrolimen, un grup d'indústria alimentària familiar amb vocació internacional. El 2004, el grup era actiu en 100 països, tenia trenta fàbriques i ocupava uns deu mil treballadors.
Com a mecenes, sempre va voler defensar la llengua i la cultura catalanes. El 1961 va fundar l'Òmnium Cultural amb Joan Baptiste Cendrós i Carbonell, Fèlix Millet i Maristany, Joan Vallvé i Creus i Pau Riera i Sala. També va revitalitzar l'Orfeó Català i va fundar la Fundació Jaume I, actualment anomenada Fundació Carulla, l'editorial Barcino i finalment el Museu de la Vida Rural ubicat a la seva casa pairal a l'Espluga de Francolí.
Pel seu mèrits va obtenir la Creu de Sant Jordi el 1982 i el govern de Felipe González li va atorgar la primera Medalla del Treball el 1986.